# 恋する宇宙
『恋する宇宙』（こいするうちゅう、Adam）は、2009年のアメリカ合衆国のロマンティック・コメディ映画。監督・脚本はマックス・メイヤー。出演はヒュー・ダンシーとローズ・バーンなど。ニューヨークを舞台に、天体に詳しい、アスペルガー症候群の男性と童話作家を目指す女性の切ない恋愛を描いている。2009年サンダンス映画祭アルフレッド・P・スローン賞受賞。
日本では劇場未公開だが、2010年12月23日にDVDが発売された。

## ストーリー
アスペルガー症候群を患っている天体オタクの青年アダムは、父親が亡くなった後、ニューヨークのアパートメントで一人で暮らしている。障害のために人付き合いが極端に苦手なアダムは、職場でもプライベートでも孤独に過ごしていたが、上階に引っ越してきた童話作家志望の女性ベスと出会う。
ベスに惹かれたアダムはベスの事情を全く気にすることなく、半ば強引に彼女を夜中のセントラル・パークに連れて行く。不審がるベスだったが、実はセントラル・パークに住み着いているアライグマをベスに見せたかったのだ。そんなアダムを変わった人と思いつつも、ベスは純粋なアダムに好意を持つ。しかし彼女は恋人に裏切られたばかりで心に傷を負っていた。
ある日、アダムが勤めていたおもちゃ会社を突然クビになってしまう。障害を抱えたアダムが再就職するには誰かの助けが必要だが、父を亡くしたアダムは途方に暮れるしかなかった。そんなアダムにベスは救いの手を伸べる。面接の練習相手になるなどアダムに協力するうちに2人はその距離を徐々に縮めて行き、ついに2人は結ばれる。
一方、会計士をしているベスの父が不正経理で起訴され、裁判にかけられることになる。父親を愛するベスはそのことで神経過敏になっていたが、アダムはその気持ちを察することが出来ずに無神経な言葉で彼女を傷つけてしまう。それでもベスはアダムを受け入れるが、ベスの両親が「偶然に」アダムに出会ったのが、実はベスが仕組んだものであったことを知ったアダムは、ベスに嘘をつかれたと言い、暴れ出す。障害によるものとは言え、あまりに子供じみた態度にベスは実家に帰ってしまう。
ベスを失ったアダムは、亡父の親友で自分の後見をしてくれているハーランとの会話で、ベスに戻ってもらいたいと思うようになる。そして生まれて初めてニューヨーク市を1人で離れ、州北部のベスの実家に地下鉄と徒歩で向かい、彼女に西海岸の天文台に就職が決まったので一緒に来て欲しいと告げる。障害を抱えたアダムとの交際に反対しているベスの父マーティは2人を無理矢理引き離そうとするが、そんな父親に反発したベスはアダムとともにニューヨークの家に戻る。
西海岸に向かう準備をする2人であったが、ベスは迷う。そしてアダムに何故一緒に行って欲しいのか訪ねる。アダムは他人の気持ちを読み取れない自分が社会人として生活していくためにはベスが必要だと答える。その答えにベスは一緒に行けないと告げて出て行く。アダムは1人で西海岸に向かう。
それから1年後、アダムは天文台職員として、ぎこちないながらも同僚とコミュニケーションが取れている。そこに小包が届く。中をあけるとベスが作った絵本が入っている。内容はセントラル・パークに住むアライグマ一家の子供アダムを主人公にしたもの。その絵本をアダムを嬉しそうに読む。

## キャスト
アダム・ラキ
演 - ヒュー・ダンシー、吹替 - 内田夕夜
アスペルガー症候群の青年。人付き合いの苦手な天体オタク。
ベス・バックウォルド
演 - ローズ・バーン、吹替 - 園崎未恵
童話作家志望の小学校教師。失恋で心に傷を負っている。
マーティ・バックウォルド
演 - ピーター・ギャラガー、吹替 - 津田英三
ベスの父。会計士。不正会計で起訴される。
レベッカ・バックウォルド
演 - エイミー・アーヴィング、吹替 - 金野恵子
ベスの母。夫を深く愛している。
ハーラン
演 - フランキー・フェイソン、吹替 - 土師孝也
アダムの亡父の親友でアダムの後見人。

## 作品の評価
Rotten Tomatoesによれば、批評家の一致した見解は「ヒュー・ダンシーがアスペルガー症候群の男性をエレガントに演じ、オフビートだが感動的なロマンチック・コメディ『恋する宇宙』を盛り上げている。」であり、134件の評論のうち高評価は66%にあたる88件で、平均して10点満点中6.00点を得ている。
Metacriticによれば、27件の評論のうち、高評価は16件、賛否混在は10件、低評価は1件で、平均して100点満点中56点を得ている。